# فرانز هارتمان
فرانز هارتمان (بالألمانية: Franz Hartmann)‏ هو كاتب غير روائي وطبيب ألماني، ولد في 22 نوفمبر 1838 في دوناوفورت في ألمانيا، وتوفي في 7 أغسطس 1912 في كمبتن في ألمانيا.